# Messianisme
El messianisme és una cosmovisió o ideologia que creu en l'establiment d'un nou ordre utòpic en el món propiciat per l'arribada d'un heroi o messies. Encara que el més conegut dels messianismes és el de tradició judeocristiana, és freqüent el seu desenvolupament en altres contextos, especialment en aquells en què l'opressió social és forta. Com a exemples de messianisme —a més del messianisme jueu—, hi ha el cristianisme, l'adventisme, els cultes cargo de Melanèsia, i diverses esglésies nadiues de base cristiana o islàmica que es van desenvolupar en l'Àfrica subsahariana després del procés de descolonització espanyola durant el segle xx. En el món modern, el messianisme sol aparèixer en l'agenda de certes postures polítiques.